# Everett (Name)
Everett ist ein englischer männlicher Vor- sowie Familienname.

## Namensträger

### Vorname
- Everett Barksdale (1910–1986), US-amerikanischer Jazzgitarrist
- Everett Franklin Bleiler (1920–2010), US-amerikanischer Herausgeber, Bibliograph, Kritiker und Literaturwissenschaftler
- Everett Bradley (1897–1969), US-amerikanischer Leichtathlet
- Everett Briggs (* 1934), US-amerikanischer Diplomat
- Everett Brown (1902–1953), US-amerikanischer Schauspieler
- Everett G. Burkhalter (1897–1975), US-amerikanischer Politiker
- Everett Case (1900–1966), US-amerikanischer Basketball-Coach
- Everett Cherrington Hughes (1897–1983), US-amerikanischer Soziologe
- Everett R. Clinchy (1896–1986), US-amerikanischer Aktivist der interreligiösen Verständigung
- Everett B. Cole (1910–2001), US-amerikanischer Science-Fiction-Autor
- Everett Dirksen (1896–1969), US-amerikanischer Politiker
- Everett Douglas (1902–1967), US-amerikanischer Filmeditor
- Everett Dunklee (* 1946), US-amerikanischer Skilangläufer
- Everett Peter Greenberg (* 1948), US-amerikanischer Mikrobiologe an der University of Washington
- Everett Helm (1913–1999), US-amerikanischer Komponist, Musikwissenschaftler und Journalist
- Everett Hosack (1902–2004), US-amerikanischer Senioren-Leichtathlet
- Everett Kent (1888–1963), US-amerikanischer Politiker
- Everett Edgar King (1877–1968), US-amerikanischer Eisenbahningenieur
- Everett J. Lake (1871–1948), US-amerikanischer Anwalt, Politiker und Gouverneur von Connecticut
- Everett McGill (* 1945), US-amerikanischer Schauspieler
- Everett J. Murphy (1852–1922), US-amerikanischer Politiker
- Everett J. Nelson (1900–1988), US-amerikanischer Philosoph
- Everett C. Olson (1910–1993), US-amerikanischer Wirbeltier-Paläontologe
- Everett Quinton (1951–2023), US-amerikanischer Theater-, Fernseh- und Filmschauspieler, Regisseur, Dramatiker und Drehbuchautor
- Everett Riskin (1895–1982), US-amerikanischer Filmproduzent
- Everett Sanders (1882–1950), US-amerikanischer Politiker
- Everett Sloane (1909–1965), US-amerikanischer Schauspieler
- Everett V. Stonequist (1901–1979), US-amerikanischer Soziologe
- Everett Ellsworth Truette (1861–1933), US-amerikanischer Organist, Komponist, Musikverleger und Autor

### Familienname
- Adam Everett (* 1977), US-amerikanischer Baseballspieler
- Alexander Hill Everett (1792–1847), US-amerikanischer Diplomat
- Alfred Hart Everett (1848–1898), britischer Ornithologe
- Alice Everett (1865–1949), irisch-britische Astronomin und Mathematikerin
- Betty Everett (1939–2001), US-amerikanische Soulsängerin
- Brent Everett (* 1984), kanadischer Pornodarsteller
- Bridget Everett (* 1972), US-amerikanische Schauspielerin, Comedian und Sängerin
- Carl Everett (* 1971), US-amerikanischer Baseballspieler
- Carol Everett, US-amerikanische Aktivistin für den Schutz des ungeborenen menschlichen Lebens
- Chad Everett (1937–2012), US-amerikanischer Schauspieler
- Daniel Everett (* 1951), US-amerikanischer Sprachwissenschaftler
- Danny Everett (* 1966), US-amerikanischer Sprinter
- Doug Everett (1905–1996), US-amerikanischer Eishockeyspieler
- Douglas Everett (Politiker) (1927–2018), kanadischer Politiker
- Dylan Everett (* 1995), kanadischer Schauspieler
- Edward Everett (1794–1865), US-amerikanischer Politiker (Whig)
- Evelyn Everett-Green (1856–1932), britische Romancière
- Fats Everett (1915–1969), US-amerikanischer Politiker
- Horace Everett (1779–1851), US-amerikanischer Politiker
- Hugh Everett (1930–1982), US-amerikanischer Physiker
- Jace Everett (* 1972), US-amerikanischer Countrysänger
- James Everett (1894–1967), irischer Politiker
- Jim Everett (* 1963), US-amerikanischer Footballspieler
- John Everett (* 1954), US-amerikanischer Ruderer
- Kenny Everett (1944–1995), englischer Moderator und Entertainer
- Kevin Everett (* 1982), US-amerikanischer Footballspieler
- Mark Everett (* 1968), US-amerikanischer Leichtathlet
- Mark Oliver Everett (* 1963), US-amerikanischer Rockmusiker
- Oliver Everett (1752–1802), US-amerikanischer Geistlicher und Richter
- Percival Everett (* 1956), US-amerikanischer Schriftsteller
- Robert Everett (Ingenieur) (1921–2018), US-amerikanischer Computer-Ingenieur
- Robert W. Everett (1839–1915), US-amerikanischer Politiker
- Rupert Everett (* 1959), britischer Schauspieler
- Sangoma Everett (* 1952), US-amerikanischer Jazzmusiker
- Terrell Everett (* 1984), US-amerikanischer Basketballspieler
- Terry Everett (1937–2024), US-amerikanischer Politiker
- Vince Everett (* 1941), US-amerikanischer Rock'n'Roll-Sänger
- William Everett (1839–1910), US-amerikanischer Politiker